# 萝宾·库珀
萝宾·库珀（英語：Robyn Cooper，1972年1月16日—），澳大利亚女子壁球运动员。她曾代表澳大利亚参加1998年和2002年英联邦运动会壁球比赛，获得一枚银牌和一枚铜牌。